# Fabio Olmi
Fabio Olmi (Milano, 29 novembre 1963) è un direttore della fotografia italiano, figlio del regista Ermanno Olmi.

## Biografia
Ha cominciato come assistente operatore nei film Ragazzi a rischio (1984) di Massimo Guglielmi, Mediatori e carrozze (1985) di Augusto Tretti, Una vita scellerata (1990) di Giacomo Battiato e diversi altri.
Con il padre Ermanno ha lavorato in qualità di assistente operatore, assistente al montaggio ed editore del suono per film e documentari. Come direttore della fotografia ha esordito nel film Lungo il fiume (1992).
Ha lavorato nei film di Giovanni Columbu Arcipelaghi (2000) e Guarda il cielo di Piergiorgio Gay (2000), Mundo civilizado di Luca Guadagnino (2003). Molto attivo anche nella pubblicità, ha contribuito a spot quali Sony, Canon, Telecom. Nel 2002 per la fotografia de Il mestiere delle armi ha ottenuto riconoscimenti come il David di Donatello, il Nastro d'argento, il Ciak d'oro, il Premio Flaiano, il Globo d'Oro e le nomination agli European Film Awards e Camerimage. Il giorno del falco (2004) di Rodolfo Bisatti, Cantando dietro i paraventi (2003) di Ermanno Olmi, Il bell'Antonio (2005) film per Raiuno di Maurizio Zaccaro e Tickets (2005), tre episodi di Ermanno Olmi, Ken Loach e Abbas Kiarostami.
Nel 2006 ha lavorato in Centochiodi , film diretto dal padre, e nella ficiotn Mafalda di Savoia - Il coraggio di una principessa di Maurizio Zaccaro con Stefania Rocca. Sempre per la Rai ha poi contribuito a Liberi di giocare (2007), alla miniserie Il Coraggio di Angela (2007) Raiuno. Per Mediaset ha lavorato nel tv movie con Gerry Scotti ed Enrico Brignano, in Finalmente Natale per Canale 5 e le miniserie'O professore con Sergio Castellitto (2008). Il bambino della domenica con Beppe Fiorello (2008). Nel 2009 ha curato la fotografia della miniserie televisiva: Lo smemorato di Collegno ed il documentario per Slow Food Terra Madre. Le ragazze dello swing (2010), per la regia di Maurizio Zaccaro. È stato direttore della fotografia per Basilicata coast to coast nel 2010 e la fiction RAI in due puntate Mia madre regia di Ricky Tognazzi. Il villaggio di cartone (2011) , Il generale dei briganti Rai (2012), Faccia d'angelo con Elio Germano due puntate Sky Italia. L'ultimo papa re (2013) di Luca Manfredi con Gigi Proietti, il documentario Il neorealismo. Non eravamo solo ladri di biciclette scritto e interpretato da Carlo Lizzani. 
Nel 2014 ha curato la fotografia dei due film Torneranno i prati e A testa alta - I martiri di Fiesole, regia di Maurizio Zaccaro. Per la regia di Vincenzo Salemme ha lavorato nella commedia ...E fuori nevica! (2014). Il pianeta che ci ospita per Expo 2015. Nel 2016 ha curato la fotografia dei tv movie Raiuno Il sindaco Pescatore e In arte Nino. E ancora è intervenuto nell'ultimo documentario del padre Ermanno Vedete, sono uno di voi nel 2017, e nella fiction Oltre la nebbia - Il mistero di Rainer Mertz con Pippo Delbono e Corinne Cléry nel 2018.
Il film Nour (2019) diretto dal regista Maurizio Zaccaro e tratto dal romanzo di Pietro Bartolo Lacrime di Sale.

## Filmografia

### Direttore della fotografia

#### Cinema
- La tela, regia di Salvatore Garau (2016)
- Lungo il fiume, regia di Ermanno Olmi (1992)
- Io non ho la testa, regia di Michele Lanubile (1998)
- Guarda il cielo: Stella, Sonia, Silvia, regia di Piergiorgio Gay (2000)
- Cecchi Gori Cecchi Gori?, regia di Rocco Papaleo (2000)
- Il mestiere delle armi, regia di Ermanno Olmi (2001)
- Arcipelaghi, regia di Giovanni Columbu (2001)
- Il giorno del falco, regia di Rodolfo Bisatti (2004)
- Centochiodi, regia di Ermanno Olmi (2007)
- Basilicata coast to coast, regia di Rocco Papaleo (2010)
- Il villaggio di cartone, regia di Ermanno Olmi (2011)
- Torneranno i prati, regia di Ermanno Olmi (2014)
- Oltre la nebbia - Il mistero di Reiner Merz, regia di Giuseppe Varlotta (2017)
- Albero, nostro, regia di Federica Ravera (2018)
- Nour, regia di Maurizio Zaccaro (2019)

### Televisione
- Liberi di giocare (2007)
- Il bambino della domenica (2008)
- Mia madre (2010)
- L'ultimo papa re (2013)
- In arte Nino (2016)
- Giustizia per tutti (2022)
- Fernanda (2023)

## Riconoscimenti
- Ciak d'oro
  - 2002 - Ciak d'oro - Miglior fotografia per Il mestiere delle armi[2]
  - 2015 - Ciak d'oro - Miglior fotografia per Torneranno i prati[3]
- Premio David di Donatello
  - 2002 - David di Donatello - Miglior fotografia per Il mestiere delle armi[4]
- Nastri d'Argento
  - 2001 - Nastro d'Argento - Miglior fotografia per Il mestiere delle armi[5]
  - 2004 - Nastro d'Argento - Miglior fotografia per Cantando dietro i paraventi[6]